# 郡山市民文化センター
郡山市民文化センター（こおりやましみんぶんかセンター）は、福島県郡山市の文化通り沿いにある、コンサートホール・会議室・展示室などを擁する複合施設である。福島県商工信用組合が愛称命名権を獲得し、2018年4月1日からけんしん郡山文化センター（けんしんこおりやまぶんかセンター）の愛称が使用されている。

## 概要
郡山市の市制施行60周年にあたる1984年（昭和59年）に開館した。主にコンサートで使用されている大ホールは、東北地方有数の規模を誇る。その他、中ホール・会議室・市民ギャラリーなどがある。1986年（昭和61年）福島県建築文化賞受賞。
利用者数は、2005年度（平成17年度）が516,136人、2006年度（平成18年度）が500,210人、大規模改修を2ヶ月間施行した影響が出た2007年度（平成19年度）が466,026人となっており、概ね年間50万人が利用している。
館内にはスタインウェイ及びベーゼンドルファーのピアノがあり、有料で演奏できる「楽器体験プログラム」企画が時折行われている。また、金剛山歌劇団の公演や渡辺文樹の映画作品の上映が行われることもあり、他館では公演中止になり得るような催事にも寛容な運営方針を見せている。
施設は郡山市が所有し、その外郭団体である公益財団法人郡山市文化・学び振興公社が指定管理者となっている。
2012年度より、隔年で日本学校合奏コンクールグランドコンテスト（全国大会）の会場となっている。

## 施設・客席数

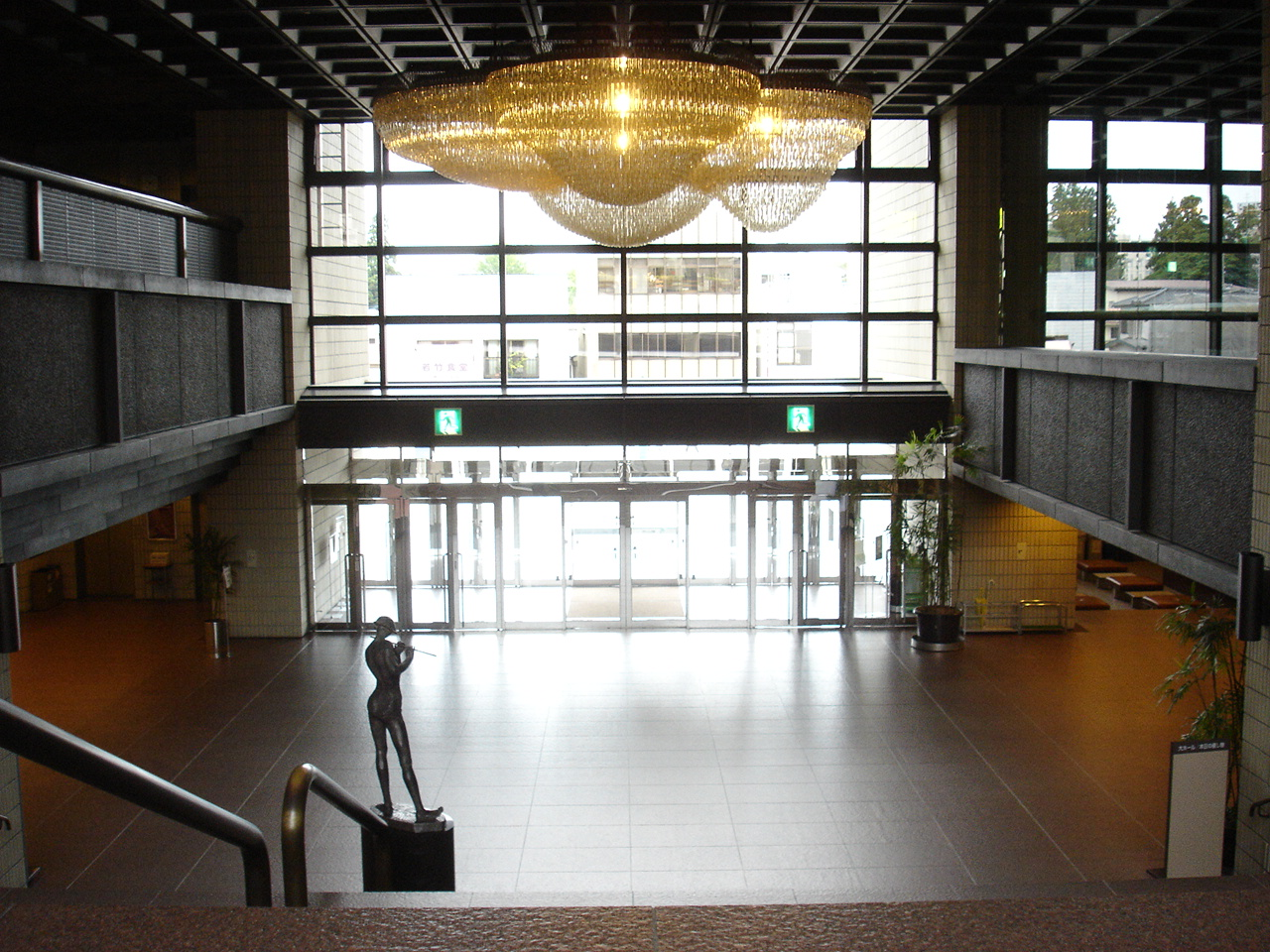
ホワイエ

- 完成 1984年（昭和59年）
- 大ホール 1,998席[3]（3階層、空席時の残響時間2.0秒間）
- 中ホール 800席[3]（空席時残響時間1.7秒）
- 展示室
- 会議室（全部で4つ）
- 特別会議室
- 集会室 300名収容[3]
- 和室
- 練習室（全部で2つ）
- リハーサル室

## アクセス
JR郡山駅（東北新幹線・東北本線・磐越西線・磐越東線・水郡線）から
- 徒歩20分
- 福島交通バス：乗車約5分、「市民文化センター前」バス停下車
- 駐車場：なし。主催者専用駐車場のみ。

## その他
- 2011年3月11日に発生した東日本大震災（東北地方太平洋沖地震）により施設に被害を受けたため臨時休館となっていたが、2012年3月18日に開館し、3月20日から利用できるようになった。
- 2020年4月18日から5月31日の期間、新型コロナウイルス感染症拡大防止のため休館となった。
- 2021年2月13日に発生した福島県沖地震により被災したが、そのさらに1年後の2022年3月16日にも再び福島県沖地震で被災した。